# 池田頼致
池田 頼致（いけだ よりおき）は、江戸時代中期の旗本。別名は伝之助。号は松翁。

## 略歴
享保3年（1718年）、池田政森の子として誕生。池田頼教の末期養子となり、寛保2年（1742年）7月2日、遺領を継ぎ、8月11日、8代将軍・徳川吉宗に初御目見する。明和3年（1766年）4月3日、致仕し、家督を子・直好に譲った。また、松翁と号した。
寛政元年（1789年）11月12日、死去。享年72。

## 系譜
- 父：池田政森（1682-1719）
- 母：不詳
- 養父：池田頼教（1706-1742）
- 室：不詳
  - 男子：池田直好
  - 男子：池田頼安